# حرف مترابط
الحُرْف المترابط نوع نباتي يتبع جنس الحُرْف من الفصيلة الصليبية.